# Убийство Китти Дженовезе
Кэтрин Сьюзан Дженовезе (англ. Catherine Susan Genovese; более известная как Китти Дженовезе (англ. Kitty Genovese); 7 июля 1935, Нью-Йорк — 13 марта 1964, Нью-Йорк) — американка из Нью-Йорка, имя которой вошло в историю и в учебники социальной психологии в связи с тем, что убийца забил её до смерти на глазах нескольких свидетелей (ни один из которых не посчитал нужным вмешаться). Подобное явление получило название «эффект свидетеля» («синдром Дженовезе»).

## Биография
Китти родилась в Нью-Йорке, жила в Бруклине. После того, как её мать стала свидетелем убийства, семья под впечатлением от этого события переселилась в Коннектикут — за исключением Китти, которая осталась в городе и работала менеджером бара на Джамайка-авеню, район Квинс. Китти была лесбиянкой и проживала вместе со своей девушкой.

## Убийство
Вечером 13 марта 1964 года Китти приехала домой и припарковала свою машину. В это время к ней приблизился темнокожий мужчина, Уинстон Мозли (англ. Winston Moseley), догнал и дважды ударил ножом в спину. Китти закричала, и её крики услышали несколько соседей. Когда один из них крикнул в окно: «Оставь девушку в покое!», Мозли убежал, и Китти медленно пошла к своему дому. Уже к этому моменту она была серьёзно ранена.
Наиболее ранние звонки свидетелей в полицию не несли в себе чёткой информации о происходящем, из-за чего этому вызову не был присвоен высокий приоритет. В частности, отец одного из свидетелей позвонил в полицию и сообщил, что женщину «избили, но она поднялась и ходит вокруг, пошатываясь».
По сообщениям других свидетелей, Мозли уехал на своём автомобиле, но вскоре снова вернулся. Он был занят тем, что прочёсывал окрестности в поисках Дженовезе, пока не обнаружил её лежащей, но ещё в сознании, в коридоре с задней стороны здания. Поскольку это место было незаметным для посторонних свидетелей, он решил довести преступление до конца и нанёс ей ещё несколько ударов. Как можно судить по ножевым порезам на её руках, она пыталась защищаться. После этого он изнасиловал девушку, украл 49 долларов и оставил лежащей. В целом преступление длилось около получаса.
Через несколько минут после последнего нападения свидетель по имени Карл Росс позвонил в полицию. Китти Дженовезе умерла по дороге в клинику. Позднее полиция установила, что не менее десятка (но не 38, как сообщалось в сенсационной публикации The New York Times) свидетелей видели те или иные эпизоды нападения, хотя и не осознавали, насколько серьёзные события происходили на их глазах. Только один из свидетелей (Джозеф Финк) видел ножевые удары во время первого нападения, а второй (Карл Росс) знал о них после второго нападения. Большинство прочих свидетелей было уверено, что крики — обычная ссора между знакомыми или крики пьяных.

### Убийца
Уинстон Мозли, схваченный вскоре после убийства, сознался не только в этом, но и в двух других убийствах, сопряжённых с сексуальным насилием. Психиатрическая экспертиза установила, что Мозли был некрофилом. По его признанию, в ту ночь он собирался убить женщину — безразлично какую. Поэтому, оставив жену спящей, он покинул дом и начал искать жертву. Он описал нападение настолько подробно, что у судей не осталось сомнений в его виновности, и он был приговорён к смертной казни. 1 июня 1967 года Апелляционный суд Нью-Йорка пересмотрел наказание и заменил его на 20-летнее заключение.
В 1968 году Мозли намеренно съел недоброкачественный суп, чтобы создать повод для поездки в больницу. Во время поездки в больницу города Буффало (штат Нью-Йорк) Мозли избил охранника, после чего захватил пять заложниц, одну из которых изнасиловал. Лишь через два дня полиции удалось схватить Мозли и освободить заложников. Позднее Мозли участвовал в беспорядках в тюрьме Аттика.
В ноябре 2011 прошение Мозли о досрочном освобождении было отклонено в пятнадцатый раз. В своём предыдущем прошении об освобождении он в качестве аргумента в свою пользу заявил, что «для жертвы произошедшее — разовый случай, дело минуты или получаса, в то время как для пойманного преступника это — навсегда».
Уинстон Мозли скончался 28 марта 2016 года в тюрьме города Даннемор (штат Нью-Йорк) после 52 лет заключения.

### Похороны
Китти была похоронена в городе Нью-Кейнан, штат Коннектикут, на семейном могильном участке. По просьбе семьи местонахождение могилы сохраняется в тайне.

## Последствия
История убийства Китти Дженовезе стала сюжетом множества книг и публикаций в США и других странах, она даже вошла в учебники социальной психологии. В то же время, вокруг истории остался налёт нездоровой сенсационности; так, из издания в издание кочует цифра в «38 свидетелей», впервые появившаяся в публикации в газете «Таймс», но не подтверждённая в суде. Более того, «синдром Дженовезе» (известный также как «эффект свидетеля», англ. bystander effect) преподносится как образчик массового равнодушия, между тем как авторы термина игнорируют тот факт, что подавляющее большинство свидетелей не видели событий, а лишь слышали отдалённые крики, по которым не могли догадаться о серьёзности событий.
Общественный резонанс, который вызвала смерть Китти, привёл к реформе системы приёма телефонных сообщений о преступлениях. Несмотря на это, десять лет спустя произошла похожая история почти в том же месте: 25-летняя Сандра Цалер (англ. Sandra Zahler) была забита до смерти, её крики слышали многие, однако никто не отреагировал.
В результате убийства был также создан первый «соседский дозор» — жители района Квинс объединились в добровольные отряды, которые вечерами патрулировали улицы, обращая внимание на любого подозрительного человека и сообщая о нём в полицию.

## В культуре
В начальной сцене фильма «Святые из Бундока» священник рассказывает на проповеди историю об убийстве Китти Дженовезе..
В VI главе графического романа «Хранители», во время разговора с психиатром, Роршах, он же Уолтер Ковач (англ. Walter Kovacs), упоминает акт убийства Китти Дженовезе на глазах у соседей, обусловивший начало его деятельности в качестве линчевателя в маске.